# Петър Ангелов-Дарев
Петър Любенов Ангелов (псевдоним Петър Ангелов-Дарев) е български белетрист и автор на романи, есета и пиеси.

## Биография
Роден на 15 февруари 1952 г. в Сливен.
Написал е романите „Спасителят“ и „Симон“ (1993), пиесите „Мъжът с бялата риза“ (1996), поставена на сцената на Сливенския драматичен театър и „Кукувица на хълма“ (1998), сборник есета и разкази „Фата Моргана“ (2009). Негови творби са публикувани в местния и централен литературен печат.

## Есета и разкази
- „Спасителят“ – роман
- „Симон“ – роман
- „Мъжът с бялата риза“ – пиеса
- „Кукувица на хълма“ – пиеса
- „Изповед на един мъжкар“
- „Песъчинката и вятъра“
- „Врагът в моето битие“
- „Фата Моргана“
- „Дългото самотно бягане“
- „Усилието да обичаш“
- „Отвъд хълмовете“
- „Кръгът“
- Dance of the Winged Ones
- „Смъртта на един гларус“
- „Самотата – начин на употреба“
- „Дърветата през зимата“
- De nobis ipsis silemus („Заради себе си да замълчим“)
- Форьо
- „Къпината на Мойсей“